# Скелетон (годинник)

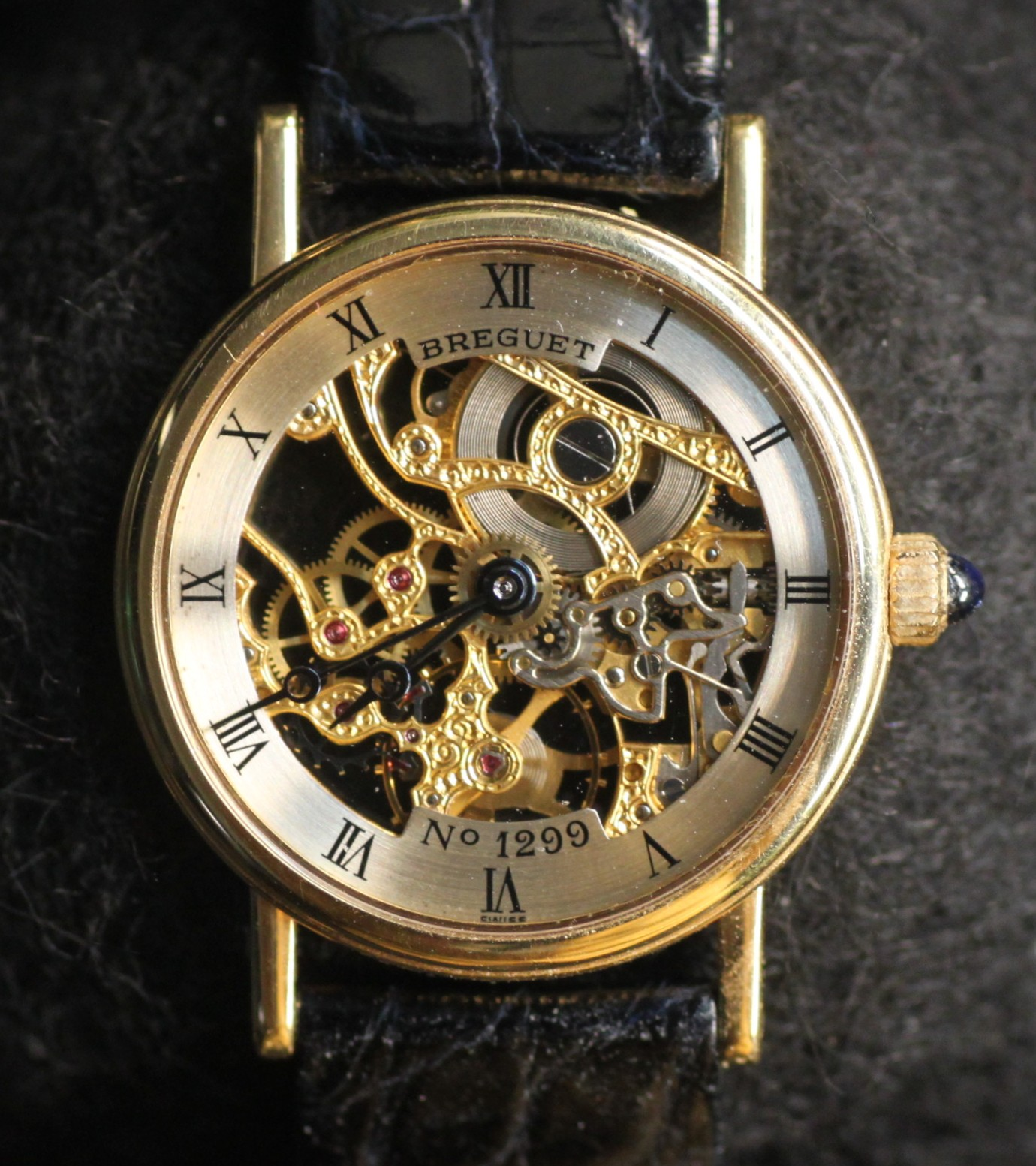
Скелетон марки «Бреге» («Breguet»)

Скелетон (годинник) — тип механічних годинників, з прозорим або відкритим циферблатом, через який видно механізм. Деталі механізму такого годинника прикрашають ручним гравіюванням, покривають благородними металами, а іноді декорують дорогоцінними каменями. Розрізняють скелетони і напівскелетони (коли відкрита невелика частина механізму).